# Мост управляемых колёс

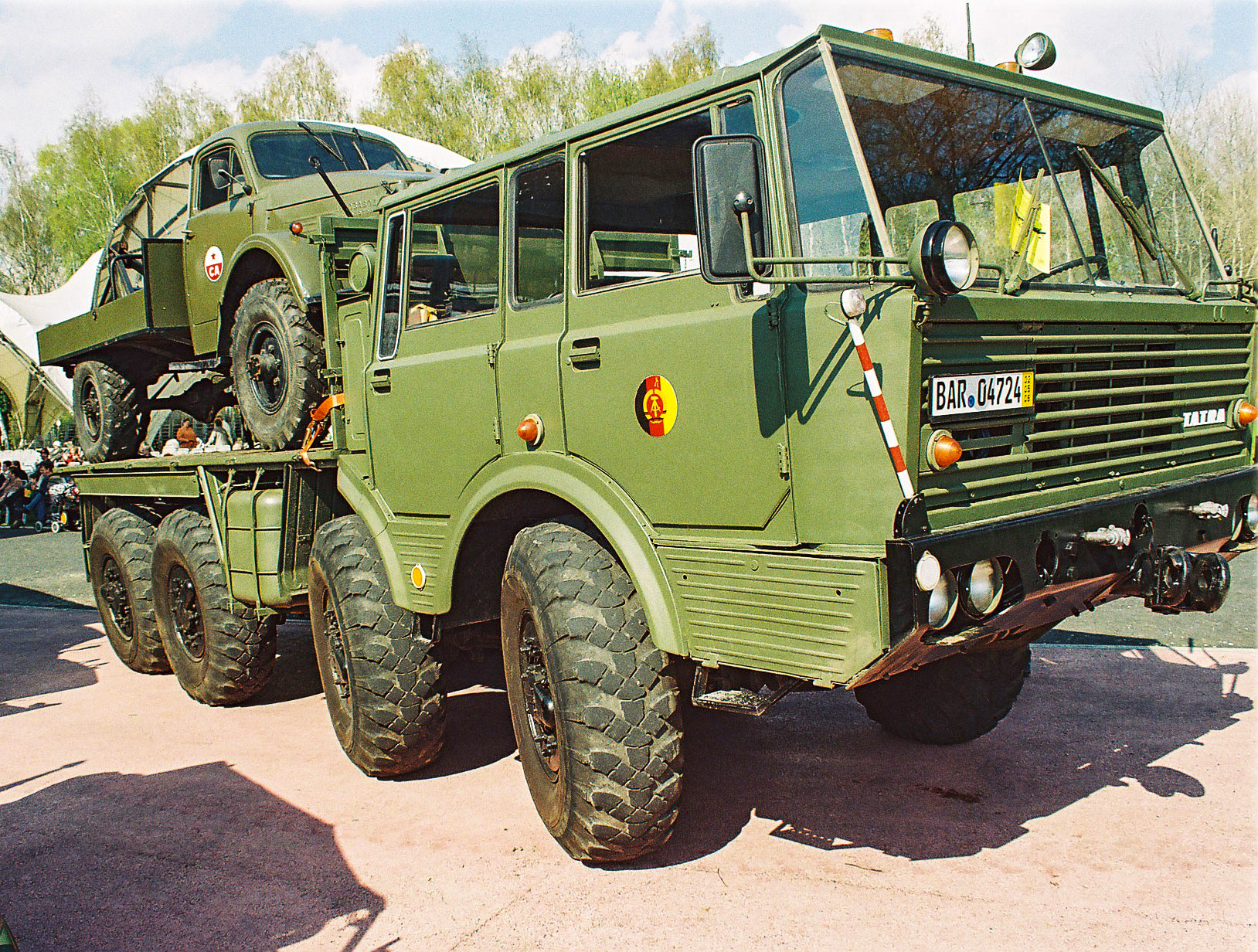
Чехословацкий четырёхосный автомобиль повышенной проходимости Tatra 813 — первый и второй мост управляемые.
На платформе — советский двухосный автомобиль повышенной проходимости ГАЗ-63 — передний мост управляемый.

Мост управляемых колёс — агрегат колёсной машины, соединяющий между собой управляемые колёса одной оси. Посредством подвески мост крепится к раме машины или к её несущему кузову. Мост управляемых колёс содержит обычно элементы рулевого управления.

## Классификация
В зависимости от компоновки машины, мостом управляемых колёс может быть передний или задний мост. При этом мост управляемых колёс может быть как ведущим, так и ведомым:
- У автомобилей классической компоновки мостом управляемых колёс является передний мост.
- У переднеприводных машин и у машин повышенной проходимости мост управляемых колёс обычно является и ведущим мостом.
- У разного рода специальных машин — коммунальных, сельскохозяйственных (например, зерноуборочный комбайн) — мостом управляемых колёс может быть задний мост.
- Многоосные машины зачастую имеют два и более моста управляемых колёс.